# Sun Yazhen
Sun Yazhen (ur. 2 maja 1993) – chińska zapaśniczka walcząca w stylu wolnym. Zajęła piąte miejsce na mistrzostwach świata w 2015. Druga w Pucharze Świata w 2017 roku.